# Lovefool
Lovefool är en poplåt skriven och komponerad av Peter Svensson och Nina Persson för The Cardigans tredje studioalbum, First Band on the Moon, som släpptes på singel den 10 augusti 1996 i Storbritannien, och internationellt den 5 oktober 1996. 
Den var albumets huvudsingel, och blev gruppens första internationellt framgångsrika hitsingel. Singeln debuterade på den svenska försäljningslistan den 4 oktober 1996 och placerade sig som högst på 15:e plats.
Singeln toppade listan Billboard Hot 100 Airplay och låg på sex andra Billboardlistor. 1997 fortsatte de internationella framgångar, med topplaceringen #2 på den brittiska singellistan och med framgångar på flera håll i Europa. Singeln toppade också listorna i Nya Zeeland, och belönades med en guldskiva i Australien.
Sången var också med i Baz Luhrmanns Romeo & Julia, som hade premiär två månader efter singelsläppet, och 1999 i filmen Cruel Intentions. Den har också spelats in av flera andra artister, som indiepopbandet The Hush Sound, som spelade den flera gånger på sina konserter. Den spelades också in av punkbandet New Found Glory på albumet From the Screen to Your Stereo Part II och av kanadensiska trumpetaren och sångerskan Bria Skonberg på albumet Fresh.

## Bakgrund
Nina Persson skrev sångtexten på en flygplats, då hon väntade på att flygplanet skulle komma. Hon förklarade då att låten hade en "långsam bossa nova-känsla". Hon menade också att "de största hitlåtarna är de som är enklast att skriva".

## Låtlista
1. "Lovefool"
2. "Nasty Sunny Beam"
3. "Iron Man" (First Try)

Återutgåva 1
1. "Lovefool" (radioversion)
2. "Lovefool" (Tee's Club Radio)
3. "Lovefool" (Tee's Frozen Sun Mix)
4. "Lovefool" (Puck version)

Återutgåva 2
1. "Lovefool" (radioversion)
2. "Sick & Tired" (live)
3. "Carnival" (live)
4. "Rise & Shine" (live)

### Fotnoter
1. ↑  ”Sverigetopplistan”. Sverigetopplistan. https://www.sverigetopplistan.se/search. Läst 21 februari 2020.
2. ↑  "ARIA Charts - Accreditations - 1997 Singles".  Australian Recording Industry Association. Läst 17 januari 2007.
3. ↑  ”Writing”. http://www.stim.se/en/PRESS/Portraits/Nina-Persson---The-reluctant-rock-goddess-whose-songs-are-a-perfect-fit1/. Läst 19 februari 2012.